# Rosa alchemica
Rosa alchemica (italienska/latin: 'Alkemins ros') är en albumhistoria av serien Corto Maltese. Den är författad och tecknad av Hugo Pratt och tidningspublicerades på italienska och franska under 1987. Därefter samlades avsnitten i album (1988 på franska, året efter på italienska). Historien tidningspublicerades på italienska under titeln Rosa alchemica, och senare har den även publicerats under titeln Elvetiche; på franska är den känd som Les Helvétiques.
Historien utspelar sig i Schweiz, där Pratt bodde i över tio år. Serien är från början gjord för att publiceras i färg.

## Handling
Handlingen utspelar sig i Schweiz 1924 med utvikningar i fantasivärlden. Sjömannen Corto Maltese har bestämt sig för att bosätta sig i den lilla byn Savuit sur Lutry i Vaud-kantonen. En dag beger han sig tillsammans med sin gamle vän, professor Jeremiah Steiner, till Sion efter att ha mötts i Lugano. De har planer på att passera Montagnola och stämma träffa med Steiners vän Hermann Hesse.
När de anländer plågas Corto av svåra hallucinationer. Han hälsas välkommen av en ung pojke som vill bli kallad Klingsor, varvid vår hjälte omedelbart förflyttas till en esoterisk värld av legender och magi som han inte förväntade sig möta i Schweiz.
Steiner oroar sig för Cortos hälsa, eftersom han själv inte sett några barn omkring dem. Hesse står emellertid ingenstans att finna. Han ska dock anlända dagen därpå, så de två ombeds av sitt värdfolk att vänta.
Innan nattvilan sänker sig bjuder Steiner in Corto till att ta en titt på husets bibliotek, eftersom Steiner vill prata om den berömde Klingsor – en gestalt från en novell av Hesse. Den här riddaren kallades Clinschor i Chrétien de Troyes Perceval, och även Wolfram von Eschenbach använde sig av figuren i sin Parzival. Corto slår upp den senare boken och lyckas läsa några sidor, innan han faller i sömn.
Påverkad av sin läsning fångas Corto av en virvelvind och åläggs ett uppdrag: att leta reda på alkemins ros som befinner sig på den heliga graalens slott. På vägen dit stöter han på dödens väg, riddaren Klingsor och feer som går baklänges. Han utmanas av en jättelik gorilla, den framtida King Kong, innan han inträder i slottet och plockar den magiska rosen.
Med uppdraget avklarat spärrar plötsligt en djävulsk bock vägen för honom. Bocken anklagar Corto för att ha druckit vatten från ungdomens källa i det heliga kärlet. Corto dras inför en slags domstol med tio representanter för helvetet, där Klingsor utser sig själv till Cortos försvarsadvokat.

## Produktion och bakgrund
Liksom i ett antal tidigare album hade Pratt hjälp av vännen Guido Fuga i tecknandet av bilar och arkitektur.
Pratt menade att serien var gjord för färg eftersom det handlar om en fabel. Den italienska titelns Rosa alchemica är samma som titeln på en dikt av William Butler Yeats. Under historiens lopp blandas in ett antal olika historiska och mytologiska gestalter, inklusive King Kong, Tamara de Lempicka, Hermann Hesse, Jeanne d'Arc, jakten på den heliga graalen, bland annat som tecken på Pratts inspirationskällor under karriären.

### Utgivning
Den första publiceringen av historien skedde 1987, i den italienska serietidningen Corto Maltese. Historien gick i tidningen från nummer 42 (3/87) till 47 (8/87). Den första franska tidningspubliceringen skedde från nummer 16 till 32 (från april till augusti) av den franskschweiziska tidskriften L'Illustré. 
I septembernumret av (#14; 9/87) av Corto Malteses franska systertidning Corto publicerades hela albumet i ett stycke.
Albumpubliceringen i Frankrike skedde under 1988 hos Casterman, då i en version med en illustrerad introduktion över de schweiziska kantonerna. Den första italienska utgivningen i albumet dröjde till 1989. Albumet finns inte på svenska men har bland annat givits ut på danska under titlarna Alkymiens rose (Carlsen Comics, 1989) och Helvetia (Faraos Cigarer).

## Galleri

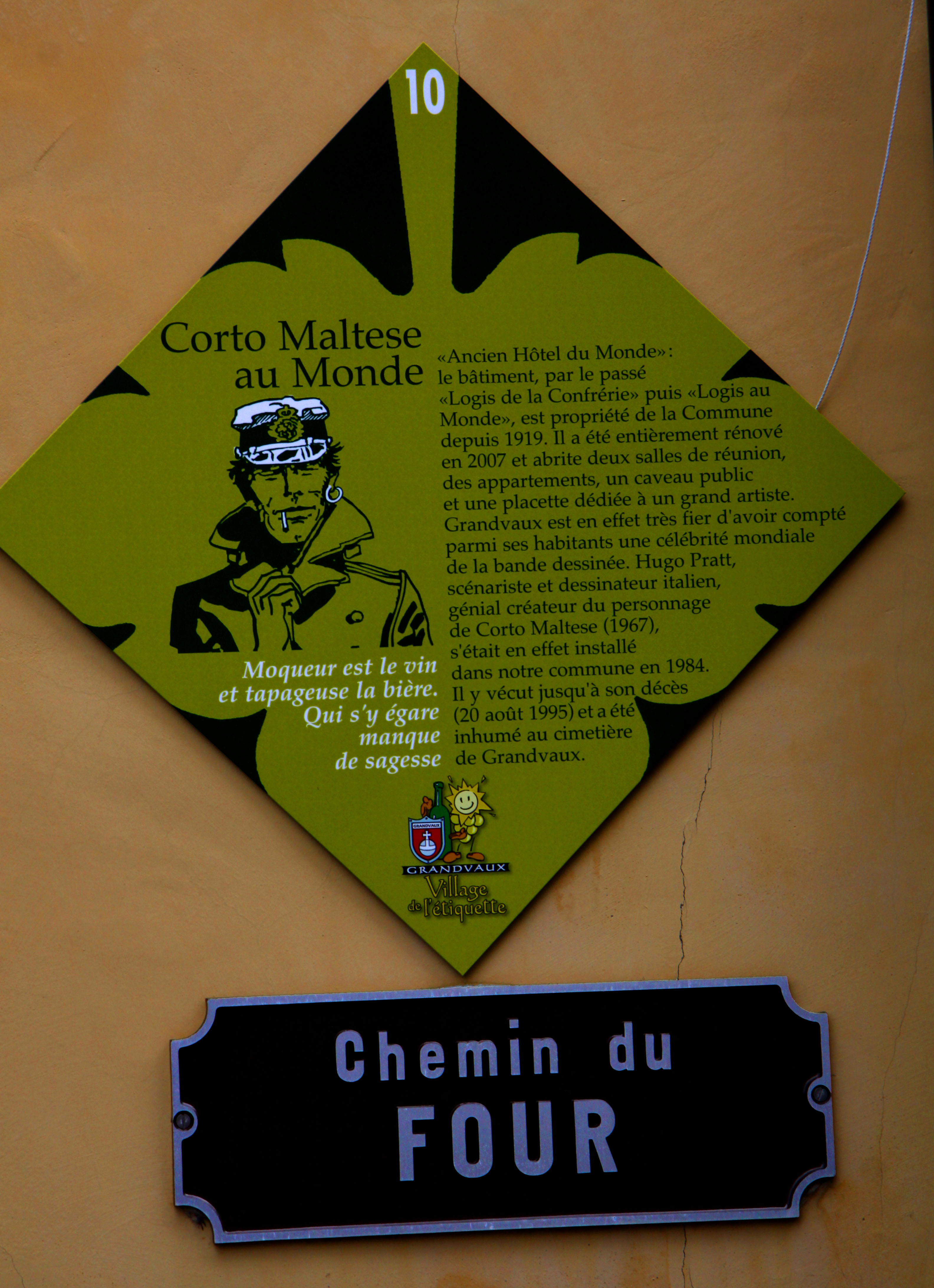
Litterär skylt i Grandvaux, där Pratt bodde i slutet av sitt liv.
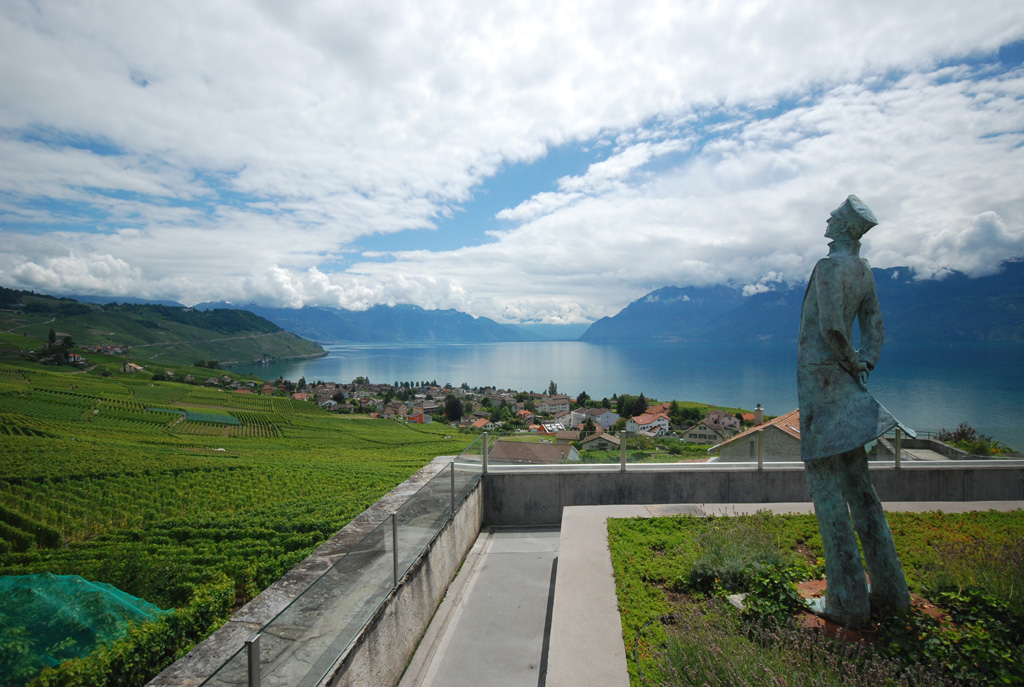
Corto Maltese-staty i Grandvaux, med seriefiguren blickande ut över Genèvesjön.

## Utgåvor (urval)

### Förpublicering
- Rosa alchemica, i tidningen Corto Maltese, 3–8/1987. (italienska)
- Les Helvétiques, i den schweiziska tidningen L'Illustré (#16–32; 1987) och i franska Corto (#14 /9/1987). (franska)

### Albumutgåvor
- 1988 – Les Helvétiques, Casterman (franska)
- 1989 – Elvetiche – Rosa alchemica, Rizzoli-Milano Libri (italienska)